# Ravi Ruia
Ravi Ruia (* 1949) ist ein indischer Unternehmer.

## Leben
Gemeinsam mit seinem Bruder Shashi Ruia gründete er  1969 das indische Unternehmen Essar Group. Nach Angaben des US-amerikanischen Forbes Magazine gehört Ruia zu den reichsten Indern und ist in The World’s Billionaires gelistet.